# Porohy
Časopis Porohy je informační, kulturní a politický měsíčník pro ukrajinskou komunitu v České republice. Název je odvozen od ukrajinského slova «porih» ve množném čísle, znamená «práh», a souvisí s tím, že jak na ukrajinské řece Dnipro (v češtině známé jako Dněpr (řeka)), tak i na Vltavě kdysi existovali říční prahy. Zakladatelem a vydavatelem časopisu je spolek Ukrajinská iniciativa v České republice.

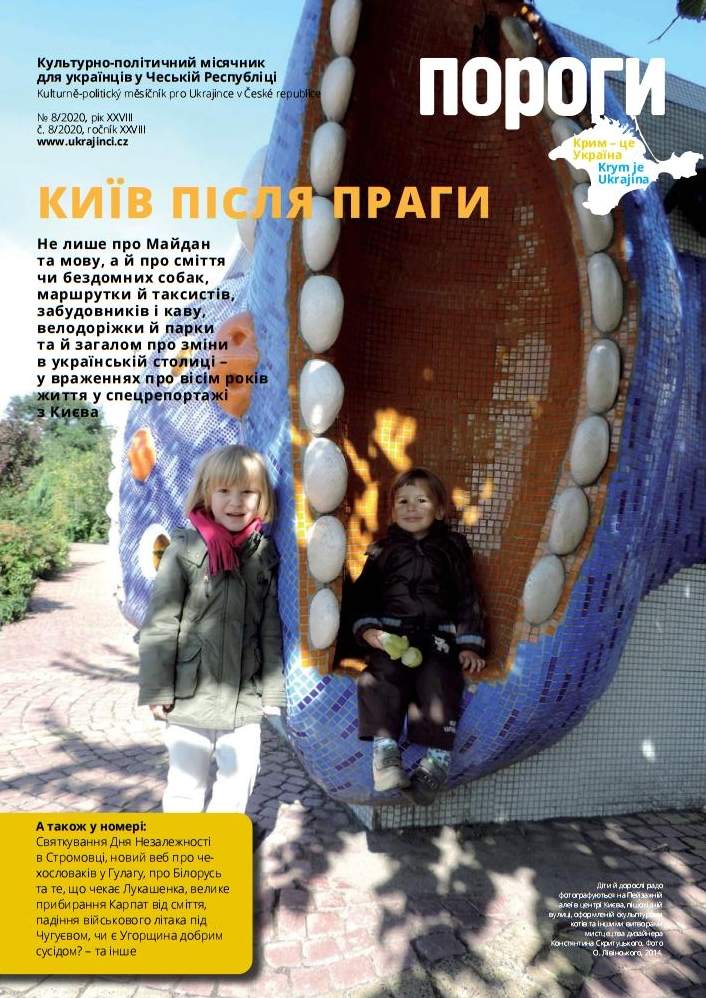
Časopis Porohy, č. 8/2020

## Poslání časopisu
Po Sametové revoluci v roce 1989 v ukrajinské diaspoře v Československu vzniklá myšlenka o periodickém tisku v ukrajinském jazyce pro národnostní menšinu v České republice. Takový časopis by měl nejen připomínat Ukrajincům v ČR mateřskou řeč, ale i reagovat na aktuální dění na Ukrajině a zároveň v České republice, a měl by popisovat obnovené česko-ukrajinské vztahy v různých souvislostech. Také by měl vycházet v Praze pro Ukrajince v ČR, jelikož v ČSSR ukrajinská národnostní menšina působila převážně na severovýchodním Slovensku, periodika byla vydávaná v Prešově. Také časopis by se měl orientovat jak na starou diasporu, tj. potomky předchozích migračních vln z Ukrajiny do Československa, zejména z 20. a 30. let XX. stol., a na nově příchozí, většinou pracovní migraci občanů Ukrajiny.
Časopis původně byl založen nevládní organizací Sdružení Ukrajinců v ČR v roce 1994. V roce 2002 jej převzalo občanské sdružení Ukrajinská iniciativa v České republice (UIČR). Informoval o životě ukrajinské komunity v ČR a částečně na Slovensku a také v okolních zemích – Polsku, Maďarsku; věnoval se též dění na Ukrajině. Později časopis se orientoval pouze na česko-ukrajinské vztahy. Distribuoval se v Praze přes vybrané trafiky, nepravidelně pak na Ukrajině, zejména ve Lvově a Užhorodě. Dnes periodikum si mohou přečíst cestující některých autobusových spojů mezi Českou republikou a Ukrajinou, návštěvnici akci, pořádaných UIČR, většinou ale si ho objednávají předplatitelé v ČR.
Časopis vychází v papírové podobě. První dvě a poslední dvě stránky časopisu jsou barevné, zbytek je černobílý. Elektronická verze časopisu je volně přístupná ve formátu .pdf na webových stránkách vydavatele.
Až 70 procent nákladů na vydávání časopisu každý rok je hrazeno z dotací Ministerstva kultury České republiky. Výše dotace činí zpravidla 400–700 tis. Kč ročně v rámci Programu podpory šíření a přijímání informací v jazycích národnostních menšin.

## Četnost a struktura
Na začátku časopis vycházel čtyřikrát do roka. V letech 2003 až 2009 pak jednou za dva měsíce na 28-32 stránkách. V roce 2011 byly Porohy vydávány 24krát ročně (dvakrát měsíčně) na 12 stránkách. Od roku 2012 časopis vychází jednou měsíčně na 24 stranách formátu A4. Šéfredaktorkami časopisu byly Lidie Rajčinec-Zatovkaňuková (1994-2001), Lenka Víchová (roz. Knapová) (2001-2005) a Oleksa Livinsky (od roku 2005 až po současnost).
Časopis se drží tradičních pravidelných rubrik - „Kronika komunity“ (stručně informuje o aktuálním dění v ukrajinském prostředí České republiky), „Pražské zrcadlo“ (vypraví o historických postavách nebo organizacích spojených s Českou republikou a Ukrajinou), svobodnější rubrika „Ukrajinské panorama“ (orientuje se na různé společenské a mezinárodní procesy), rubrika „Nezávislost“ (zabývá se aktuálními událostmi na Ukrajině), „Čtvrtá vlna“ (se zaměřuje na otázky novodobé pracovní migrace) a „Kaleidoskop“ (informuje o nových knihách, publikuje různé příběhy, recenze, ukázky z knih, cestopisy, někdy humor a karikatury).
Občasně se objevují rubriky „Naše věc“ – zde jsou publikované příběhy o Ukrajincích, kterým se podařilo vybudovat dobrou kariéru v České republice, nebo rozhovory s takovými osobnostmi, a „Našeho květu po celém světě“ – zde časopis vypráví o životě ukrajinské diaspory v jiných zemích. Časopis má také reklamy, většinou na posledních barevných stránkách.
V roce 2011 byla založena tradice samostatného literárního čísla - jednou nebo dvakrát ročně je celé číslo věnováno pouze poezii, próze, překladům, recenzím, rozhovorům se spisovateli apod.